# Gimming Sogn
Gimming Sogn er et sogn i Randers Nordre Provsti (Århus Stift).
I 1800-tallet var Lem Sogn anneks til Gimming Sogn. Begge sogne hørte til Støvring Herred i Randers Amt. Gimming Sogn tilhørte Gimming-Lem Kommune fra 1842 til 1970. Kommunen blev ved kommunalreformen i 1970 indlemmet i Randers Kommune.
I Gimming Sogn ligger Gimming Kirke.
I sognet findes følgende autoriserede stednavne:
- Gimming (bebyggelse, ejerlav)
- Gimming Mark (bebyggelse)
- Gimmingvang (bebyggelse)
- Spangen (bebyggelse)
- Tinget (bebyggelse)
- Tjærby (bebyggelse, ejerlav)